# عملیات خنجر
عملیات خنجر (به انگلیسی: Operation Stab) یک عملیات فریب نیروی دریایی بریتانیا در طول جنگ جهانی دوم بود تا حواس واحدهای ژاپنی را برای لشکرکشی قریب‌الوقوع نیروهای مسلح ایالات متحده آمریکا به کارزار گوادال‌کانال کند.